# Sowerbyella unicolor
Sowerbyella unicolor är en svampart som först beskrevs av Claude-Casimir Gillet, och fick sitt nu gällande namn av John Axel Nannfeldt 1938. Sowerbyella unicolor ingår i släktet Sowerbyella och familjen Pyronemataceae.   Inga underarter finns listade i Catalogue of Life.